# Cophixalus zweifeli
Espèce
Statut de conservation UICN

 DD  : Données insuffisantes
Cophixalus zweifeli est une espèce d'amphibiens de la famille des Microhylidae.

## Répartition
Cette espèce est endémique du parc national du Cap-Melville dans le nord du Queensland en Australie,.

## Étymologie
Son nom d'espèce, zweifeli, lui a été donnée en référence à Richard George Zweifel, herpétologiste américain.

## Publication originale
- Davies & McDonald, 1998 : A new species of frog (Anura: Microhylidae) from Cape Melville, Queensland. Transactions of the Royal Society of South Australia, vol. 122, no 4, p. 159-165 (texte intégral).